# Hélio Oiticica
Hélio Oiticica (Río de Janeiro, 26 de julio de 1937 - Río de Janeiro, 22 de marzo de 1980) fue uno de los artistas plásticos brasileños más innovadores del siglo XX y actualmente es reconocido como una figura clave en el desarrollo del arte contemporáneo. Es conocido por su participación en el movimiento neoconcreto de Río de Janeiro y por ser una de las inspiraciones del tropicalismo, por su uso radical del color y sus experimentaciones con el "arte ambiental" en las que diluye la frontera entre el arte y la vida y entre la obra y el espectador.

## Trayectoria

### Inicios y el Grupo Frente
Los primeros trabajos de Hélio Oiticica, realizados a mediados de la década de 1950 están profundamente influenciados por los artistas concretos de Sao Paulo y en general por la abstracción geométrica en boga. Fue un miembro del Grupo Frente (1955-56), que había sido fundado por su maestro Ivan Serpa, junto a Lygia Clark y Franz Eissmann. De esta época data una pintura sin título de 1957 donada recientemente al MoMA por Patricia Phelps de Cisneros. Su obra temprana utilizaba colores primarios y secundarios contrastados y formas geométricas rígidas; pero rápidamente empezó a utilizar colores más cálidos y brillantes como los intensos rojos y naranjas que acompañarán su obra por el resto de su vida.

### Metaesquemas
Entre 1957 y 1958, Oiticica produjo una serie de más de 350 pinturas en las que realiza una "obsesiva disección del espacio a través del color". En estas obras Oiticica reduce su vocabulario a formas geométricas monócromas que generalmente están insertas en una retícula a la cual no se alinean generando una sensación de inestabilidad y dinamismo y retando su propia bidimensionalidad. En otras piezas de la serie, empieza a generar un efecto rítmico entre las figuras geométricas y el espacio que las rodea generando una sensación de ambivalencia entre ambos.
A través de estos efectos Oiticica empieza a contradecir las bases sobre las que estaba planteado el arte concreto en Brasil, su racionalismo y su rigidez compositiva. Son estos cuestionamientos los que lo llevarán a formar el grupo neoconcreto y finalmente a destruir los límites de la pintura modernista de mediados del siglo XX.
Los Metaesquemas son de las piezas más conocidas de Hélio Oiticica. Pueden verse algunos ejemplos en colecciones como las del MoMA de Nueva York, el Tate de Londres, el MALBA de Buenos Aires, El MAM de Río, entre otros.

### Neoconcretismo y la expansión del color
En 1959 Oiticica participó del movimiento Neoconcreto junto a los artistas Amílcar de Castro, Lygia Clark, Lygia Pape, Franz Weissmann y el poeta Ferreira Gullar. El movimiento rechazaba la naturaleza objetual y el racionalismo del arte concreto y buscaba un acercamiento más fenomenológico y menos científico al arte, basado en las ideas de Merleau-Ponty y de Bergson. Un arte que  "afirmando la integración absoluta de esos elementos, cree que el vocabulario geométrico que utiliza puede asumir la expresión de realidades humanas complejas". El neoconcretismo buscaba hacer evidente la relación espacial de la obra con el espectador, entendiendo inclusa a las obras como organismos vivos (por ejemplo en los Bichos de Lygia Clark). A partir de su experiencia en el grupo, Oiticica intensificó su exploración del color como un campo sensorial que va mucho más allá de la pintura. Entre 1959 y 1962, realizó una serie de pequeñas pinturas monocromas, Invencoes, que debían encarnar la luz en lugar de representarla.

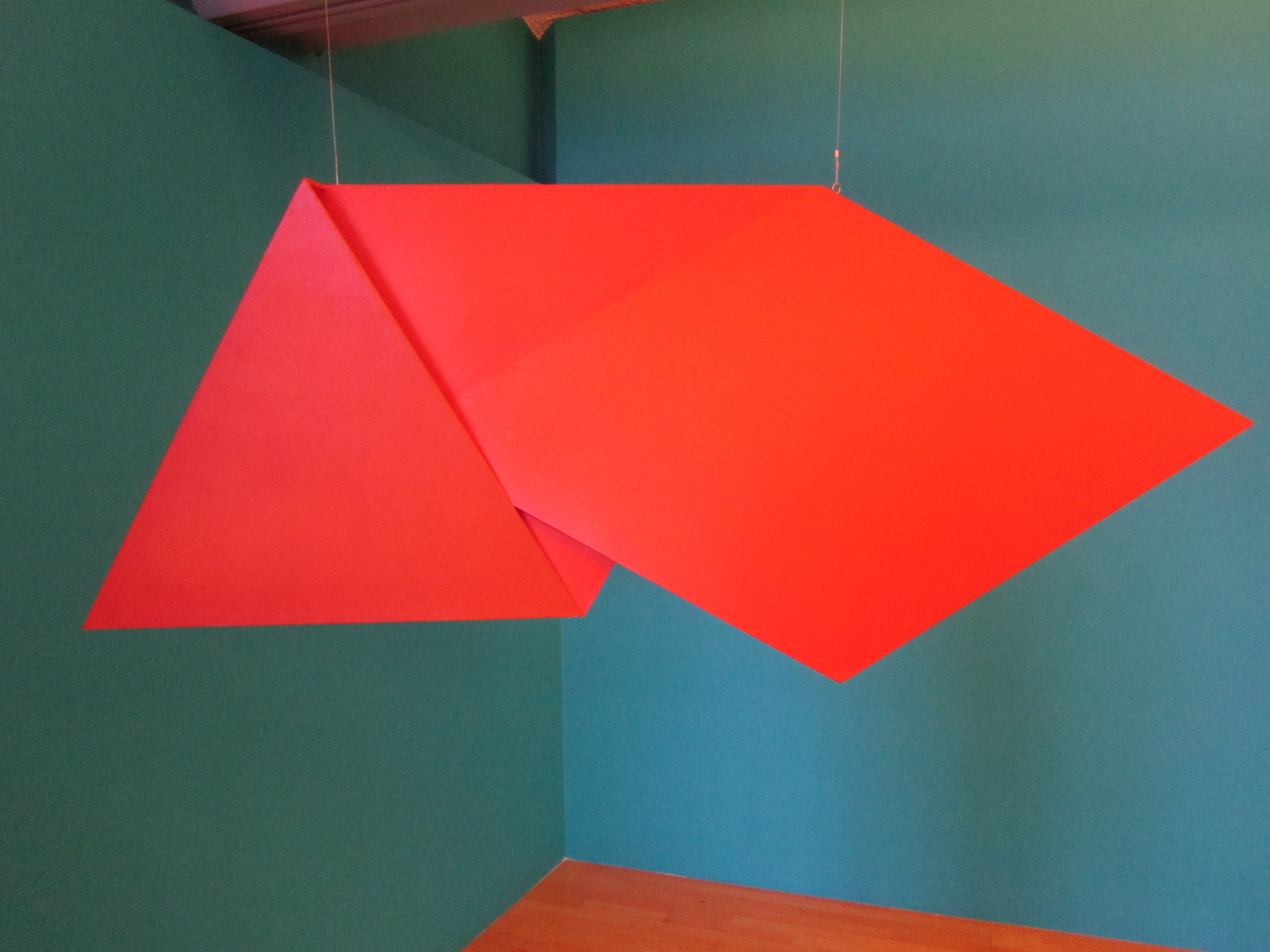
Relieve Espacial (rojo) REL 036, 1959, pintura acrílica sobre triplay, 62 x 148 x 15 cm. Colección del Tate, Londres.

El grupo se desintegró en 1960. A pesar de su corta duración, sus planteamientos tendrían una profunda influencia en el desarrollo posterior de la obra de sus miembros y en general del arte contemporáneo brasileño. Oiticica continuó con su exploración del color, realizando pinturas sobre estructuras de madera colgantes con alteraciones sutiles en las tonalidades del color que poco a poco crecerían en escala hasta llegar a proporciones arquitectónicas y convertirse en laberintos que el espectador podía penetrar, como en sus famosos Núcleos y Penetrables.

### Bólides y Parangolés
Entre 1963 y 1967, Oiticica expandió su exploración del color y la manera en que este es percibido por el espectador a través de una serie heterogénea de objetos llamados Bólides. Los primeros, los Bólides caixas, eran estructuras pequeñas, generalmente de madera pintada de color rojo, amarillo o naranja, pero incluían otros materiales como espejos, telas, vidrios, plástico y otros materiales. Estos fueron seguidos por los Bólides vidrios, que consistían en contenedores llenos de pigmento, conchas, tierra y otros elementos orgánicos que encarnaban el color. La evolución de los Bólides pasa de ilustrar el concepto de "totalidad cromática" en una estructura  a buscar representar el color en su forma más cruda e incorporar la dimensión táctil del color.
En paralelo, Hélio Oiticica realiza otra de sus series de obras más radicales y conocidas: los Parangolés. Él había estado construyendo relaciones en las favelas de Mangueiray aprendiendo a bailar en una de sus escuelas de samba y generando amistades; a partir de estas colaboraciones, Oiticica empieza a realizar banderas, capas y túnicas con telas, plásticos, sogas, pinturas, etc. que debían ser usadas y activadas a partir del movimiento del cuerpo humano. Muchas veces los Parangolés contenían mensajes poéticos o políticos escondidos entre sus capas de materiales, como "Yo encarno la revuelta" o "Sexo y violencia es lo que me gusta". Es importante considerar que a partir de 1964 se inicia un gobierno dictatorial represivo en Brasil y que estas obras tenían una carga de resistencia y crítica política que se mantendrá en las siguientes obras del artista.

### Tropicalia y Edén
En 1967 Hélio Oiticica realiza una instalación llamada Tropicalia que consta de dos penetrables colocados sobre una capa de arena y rodeados de plantas tropicales en envases plásticos y dos guacamayos encadenados. La pieza es un retrato crítico de la imagen de Brasil y especialmente Río como un paraíso tropicales; la arena y las plantas evocan las playas y los penetrables están basados en las estructuras de las favelas que rodean la ciudad. La pieza incluye también poemas de Roberta Salgado escritos en varios objetos. La instalación fue la inspiración para una canción de Caetano Veloso y eventualmente para el movimiento tropicalista como un espacio de resistencia ante el régimen militar.
En 1969, Oiticica tiene la oportunidad de hacer una gran instalación en la Whitechapel Gallery. En ella crea un espacio enorme con varios penetrables sobre una capa de arena y agua. En ella Oiticica evita dar referencias obvias a lo tropical y sin imágenes claras (en parte como respuesta a la manera en que el movimiento tropicalista se había convertido en un cliché) La obra está llena de espacios distintos donde el espectador puede tener diferentes experiencias; hay una carpa de Caetano y Gil donde uno puede colocarse audífonos y oír música, un espacio para leer, uno puede caminar sobre roca molida o echarse sobre camas de esterilla, entre otras experiencias.

### Migración a Estados Unidos
En 1970 viaja a Nueva York, becado por la Fundación Guggenheim, donde estudia cine en NYU y empieza una radical experimentación en este medio, con lo que él llama Quasi-cinema en series de diapositivas, videos de tipo casero y también películas con guion. Una de sus obras más conocida de este periodo es Cosmococa en la que una serie de proyecciones simultáneas de diapositivas muestran imágenes de líneas de cocaína sobre carátulas de discos de vinilo en un espacio con hamacas u otras objetos. También escribe mucho durante este período de su vida. Sigue realizando sus Parangolés y crea una serie de fotografías de amigos y amantes usándolos.

### Regreso a Brasil
A partir de los serios problemas que tenía con el consumo de drogas y por el acoso de parte de inmigraciones y la dificultad que tenía en conseguir una visa por su homosexualidad, regresa a Brasil en 1978, donde muere 3 años después, en marzo de 1980, a la edad de 42 años.

## Memorial
En 1996 se creó en Río de Janeiro el Centro de Arte Hélio Oiticica en su memoria. En 2007, la galería Tate Modern en Londres y el Museo de Bellas Artes en Houston ha expuesto importantes exhibiciones del trabajo de Oiticica. En octubre del 2009 un incendio destruyó gran parte del legado Oiticica que estaba provisionalmente almacenado en la casa familiar del barrio de Jardim Botânico, en la zona sur de Río de Janeiro, mientras se reformaba el centro de arte que lleva su nombre.

## Trabajos más destacados
- Metaesquemas (1956-58), varias colecciones.
- Bólides (1963-69), varias colecciones.
- Edén (1969), [presentado originalmente en la Whitechapel Gallery de Londres]
- Nidos (1960)
- Projeto Cães de Caça (1961)
- Grande Núcleo (1960-66), Colección de César y Claudio Oiticica, Río de Janeiro.
- Parangolés (1964-79), varias colecciones.
- Tropicalia (1967), Museo Nacional Centro de Arte Reina Sofía, Madrid.
- Relieves espaciales (1960)